# Maghnijja
Maghnijja (arab. مغنية, fr. Maghnia) – miasto w Algierii, w prowincji Tilimsan. W 2008 roku liczyło 114 634 mieszkańców.